# Cavalier (Dakota del Nord)
Cavalier è un centro abitato (city) degli Stati Uniti d'America, capoluogo della Contea di Pembina nello Stato del Dakota del Nord. Nel censimento del 2000 la popolazione era di 1 537 abitanti. La città è stata fondata nel 1887 ed è divenuta capoluogo di contea nel 1911. Nonostante il nome non si trova nella Contea di Cavalier.

## Geografia fisica
Secondo i rilevamenti dell'United States Census Bureau, la località di Cavalier si estende su una superficie di 2,10 km², tutti occupati da terre.

## Popolazione
Secondo il censimento del 2000, a Cavalier vivevano 1 279 persone, ed erano presenti 399 gruppi familiari. La densità di popolazione era di 749 ab./km². Nel territorio comunale si trovavano 750 unità edificate. Per quanto riguarda la composizione etnica degli abitanti, il 94,27% era bianco, lo 0,46% era afroamericano, l'1,04% era nativo e lo 0,52% proveniva dall'Asia. Il 2,08% apparteneva ad altre razze, mentre l'1,63 apparteneva a due o più. La popolazione di ogni razza ispanica corrispondeva al 4,29% degli abitanti.
Per quanto riguarda la suddivisione della popolazione in fasce d'età, il 22,8% era al di sotto dei 18, il 7,2% fra i 18 e i 24, il 24,3% fra i 25 e i 44, il 21,0% fra i 45 e i 64, mentre infine il 24,8% era al di sopra dei 65 anni di età. L'età media della popolazione era di 42 anni. Per ogni 100 donne residenti vivevano 88,8 maschi.